# Берёзовский (Башкортостан)
Берёзовский (баш. Берёзовка) — хутор в Мелеузовском районе Республики Башкортостан Российской Федерации. Входит в состав Иштугановского сельсовета. Проживают башкиры.

## География

### Географическое положение
Расстояние до:
- районного центра (Мелеуз): 45 км,
- центра сельсовета (Иштуганово): 7 км,
- ближайшей ж/д станции (Мелеуз): 45 км.

## Население
| 2002 | 2009 | 2010 |
| ---- | ---- | ---- |
| 4    | ↗5   | ↘4   |

Национальный состав
Согласно переписи 2002 года, преобладающая национальность — башкиры (75 %).

## Инфраструктура
Личное подсобное хозяйство.
Основа экономики — сельское хозяйство.

## Транспорт
Хутор доступен автотранспортом. Остановка общественного транспорта «Берёзовский».